# Vade-mecum (поезія)
Vade-Mecum — цикл віршів Кіпріана Каміля Норвіда, створених між 1865–1866 роками.
Vade-mecum складається з 100 частин, передмова написана прозою, вірш Ogólniki був прийнятий поетом як вступ, тоді як епілог — це лист до Валентеґо Поміани З. Автор представляє та впроваджує у своїх творах програму оновлення польської поезії. Він критикує постромантичну традицію та полемізує щодо її основних принципів. Твір вийшов у цілому лише після смерті поета: у Варшаві в 1947 та 1962, у Лондоні — 1953.
Найцінніші вірші включають:
- Загальні положення (Ogólniki)
- Минуле (Przeszłość)
- Лірика та друк (Liryka i druk)
- Пілігрим (Pielgrzym)
- Личинка (Larwa)
- Столиця (Stolica)
- Іронія (Ironia)
- Мораль (Moralności)
- Ніжність (Czułość)
- Рідна мова (Język-ojczysty)
- Колиска пісні (Kolebka-pieśni)
- Смерть (Śmierć)
- Брелок (Cacka)
- Нерви (Nerwy)
- Фортепіано Шопена